# ارابه‌های جنگ
ارابه‌های جنگ (به انگلیسی: Chariots of War) یک بازی ویدئویی در سبک ایزومتریک دوبعدی است که توسط پارادوکس اینتراکتیو و اسلیترین سافتور ساخته و به دست استراتژی فرست منتشر شده‌است.

## نقدها
| گردآورنده | امتیاز |
| --------- | ------ |
| متاکریتیک | 54/100 |

| ناشر                     | امتیاز |
| ------------------------ | ------ |
| کامپیوتر گیمینگ ورلد     | [ ۳ ]  |
| گیم‌اسپات                 | 6/10   |
| گیم‌اسپای                 | [ ۵ ]  |
| گیم‌زون                   | 7.4/10 |
| آی‌جی‌ان                   | 5/10   |
| پی‌سی گیمر (بریتانیا)     | 24%    |
| پی‌سی گیمر (ایالات متحده) | 58%    |
| پی‌سی زون                 | 47%    |

این بازی با توجه به بازبینی جمعی نقدهای «گوناگونی» در سایت متاکریتیک گرفته‌است.